# Чилапа де Алварез (Чилапа де Алварез, Гереро)
Чилапа де Алварез (шп. Chilapa de Álvarez) насеље је у Мексику у савезној држави Гереро у општини Чилапа де Алварез. Насеље се налази на надморској висини од 1400 м.

## Становништво
Према подацима из 2010. године у насељу је живело 31157 становника.

### Хронологија
| Година       | 2000                  | 2005                  | 2010                  |
| ------------ | --------------------- | --------------------- | --------------------- |
| Становништво | 22511 (10571 / 11940) | 27510 (12874 / 14636) | 31157 (14542 / 16615) |

### Попис
| \| \| м \| \| \| ж \| \| 0—2 \| 1.004 \| \| \| 1.008 \| \| 3—5 \| 1.039 \| \| \| 1.058 \| \| 6—11 \| 2.113 \| \| \| 2.043 \| \| 12—14 \| 1.002 \| \| \| 1.048 \| \| 15—17 \| 1.043 \| \| \| 1.131 \| \| 18—24 \| 1.859 \| \| \| 2.205 \| \| 60+ \| 1.020 \| \| \| 1.336 \| \| Просек : \| 26,3 \| \| \| 28,0 \| |       |  |  |       |
| |       |  |  |       |
| | м     |  |  | ж     |
| 0—2 | 1.004 |  |  | 1.008 |
| 3—5 | 1.039 |  |  | 1.058 |
| 6—11 | 2.113 |  |  | 2.043 |
| 12—14 | 1.002 |  |  | 1.048 |
| 15—17 | 1.043 |  |  | 1.131 |
| 18—24 | 1.859 |  |  | 2.205 |
| 60+ | 1.020 |  |  | 1.336 |
| Просек : | 26,3  |  |  | 28,0  |

| #   | Индикатор                                                                                        | Вредност |
| --- | ------------------------------------------------------------------------------------------------ | -------- |
| 1   | Становништво од 0 до 2 године                                                                    | 2012     |
| 2   | Мушко становништво од 0 до 2 године                                                              | 1004     |
| 3   | Женско становништво од 0 до 2 године                                                             | 1008     |
| 4   | Становништво са 3 и више година                                                                  | 28975    |
| 5   | Мушко становништво са 3 и више година                                                            | 13453    |
| 6   | Женско становништво са 3 и више година                                                           | 15522    |
| 7   | Становништво са 5 и више година                                                                  | 27553    |
| 8   | Мушко становништво са 5 и више година                                                            | 12759    |
| 9   | Женско становништво са 5 и више година                                                           | 14794    |
| 10  | Становништво са 12 и више година                                                                 | 22722    |
| 11  | Мушко становништво са 12 и више година                                                           | 10301    |
| 12  | Женско становништво са 12 и више година                                                          | 12421    |
| 13  | Становништво са 15 и више година                                                                 | 20672    |
| 14  | Мушко становништво са 15 и више година                                                           | 9299     |
| 15  | Женско становништво са 15 и више година                                                          | 11373    |
| 16  | Становништво са 18 и више година                                                                 | 18498    |
| 17  | Мушко становништво са 18 и више година                                                           | 8256     |
| 18  | Женско становништво са 18 и више година                                                          | 10242    |
| 19  | Становништво од 3 до 5 година                                                                    | 2097     |
| 20  | Мушко становништво од 3 до 5 година                                                              | 1039     |
| 21  | Женско становништво од 3 до 5 година                                                             | 1058     |
| 22  | Становништво од 6 до 11 година                                                                   | 4156     |
| 23  | Мушко становништво од 6 до 11 година                                                             | 2113     |
| 24  | Женско становништво од 6 до 11 година                                                            | 2043     |
| 25  | Становништво од 8 до 14 година                                                                   | 4826     |
| 26  | Мушко становништво од 8 до 14 година                                                             | 2407     |
| 27  | Женско становништво од 8 до 14 година                                                            | 2419     |
| 28  | Становништво од 12 до 14 година                                                                  | 2050     |
| 29  | Мушко становништво од 12 до 14 година                                                            | 1002     |
| 30  | Женско становништво од 12 до 14 година                                                           | 1048     |
| 31  | Становништво од 15 до 17 година                                                                  | 2174     |
| 32  | Мушко становништво од 15 до 17 година                                                            | 1043     |
| 33  | Женско становништво од 15 до 17 година                                                           | 1131     |
| 34  | Становништво од 18 до 24 године                                                                  | 4064     |
| 35  | Мушко становништво од 18 до 24 године                                                            | 1859     |
| 36  | Женско становништво од 18 до 24 године                                                           | 2205     |
| 37  | Женско становништво од 15 до 49 година                                                           | 8912     |
| 38  | Становништво са 60 и више година                                                                 | 2356     |
| 39  | Мушко становништво са 60 и више година                                                           | 1020     |
| 40  | Женско становништво са 60 и више година                                                          | 1336     |
| 41  | Однос између мушкараца и жена                                                                    | 87.52    |
| 42  | Становништво од нуле до 14 година                                                                | 10315    |
| 43  | Становништво од 15 до 64 године                                                                  | 18948    |
| 44  | Становништво од 65 година и више                                                                 | 1724     |
| 45  | Просечан број деце                                                                               | 2.28     |
| 46  | Становништво рођено у ентитету                                                                   | 29449    |
| 47  | Мушко становништво рођено у ентитету                                                             | 13710    |
| 48  | Женско становништво рођено у ентитету                                                            | 15739    |
| 49  | Становништво рођено у другом ентитету                                                            | 1342     |
| 50  | Мушко становништво рођено у другом ентитету                                                      | 653      |
| 51  | Женско становништво рођено у другом ентитету                                                     | 689      |
| 52  | Становништво од 5 година и више резидентно у ентитету у јуну 2005. године                        | 26679    |
| 53  | Мушко становништво старосног доба од 5 година и више, резидентно у ентитету у јуну 2005. године  | 12290    |
| 54  | Женско становништво старосног доба од 5 и више година, резидентно у ентитету у јуну 2005. године | 14389    |
| 55  | Становништво од 5 година и више које је живело у другом ентитету у јуну 2005. године             | 442      |
| 56  | Мушко становништво старије од 5 година које је живело у другом ентитету у јуну 2005. године      | 221      |
| 57  | Женско становништво старије од 5 година које је живело у другом ентитету у јуну 2005. године     | 221      |
| 58  | Становништво од 3 године и више које говори аутохтони језик                                      | 3185     |
| 59  | Мушко становништво старо 3 године и више које говори аутохтони језик                             | 1383     |
| 60  | Женско становништво старо 3 године и више које говори аутохтони језик                            | 1802     |
| 61  | Становништво од 3 године и више које говори аутохтони језик и не говори шпански језик            | 35       |
| 62  | Мушко становништво старо 3 године и више које говори аутохтони језик и не говори шпански         | 12       |
| 63  | Женско становништво старо 3 године и више које говори аутохтони језик и не говори шпански језик  | 23       |
| 64  | Становништво старо 3 године и више које говори аутохтони језик и шпански                         | 2897     |
| 65  | Мушко становништво старо 3 године и више које говори аутохтони језик и шпански                   | 1267     |
| 66  | Женско становништво старо 3 године и више које говори аутохтони језик и шпански                  | 1630     |
| 67  | Становништво од 5 година и више које говори аутохтони језик                                      | 3140     |
| 68  | Становништво од 5 година и више које говори аутохтони језик и не говори шпански језик            | 33       |
| 69  | Становништво од 5 година и више које говори аутохтони језик и говори шпански језик               | 2858     |
| 70  | Становништво у домородачким домаћинствима                                                        | 6610     |
| 71  | Становништво са ограничењима у активностима                                                      | 1062     |
| 72  | Становништво са ограниченим ходањем или кретањем, горе или доле                                  | 608      |
| 73  | Становници са ограничењима вида, чак и уз кориштење сочива                                       | 242      |
| 74  | Становништво са ограничењима говора, комуникације или конверзације                               | 92       |
| 75  | Становништво са ограниченим слухом                                                               | 100      |
| 76  | Становништво са ограничењима при одевању, купању или јелу                                        | 52       |
| 77  | Становништво са ограничењима у опажању или учењу једноставних ствари                             | 38       |
| 78  | Становништво са менталним ограничењима                                                           | 84       |
| 79  | Становништво без ограничења активности                                                           | 29682    |
| 80  | Становништво од 3 до 5 година које не похађа школу                                               | 476      |
| 81  | Мушко становништво од 3 до 5 година које не похађа школу                                         | 225      |
| 82  | Женско становништво од 3 до 5 година које не похађа школу                                        | 251      |
| 83  | Становништво од 6 до 11 година које не похађа школу                                              | 123      |
| 84  | Мушко становништво од 6 до 11 година које не похађа школу                                        | 72       |
| 85  | Женско становништво од 6 до 11 година које не похађа школу                                       | 51       |
| 86  | Становништво од 12 до 14 година које не похађа школу                                             | 141      |
| 87  | Мушко становништво од 12 до 14 година које не похађа школу                                       | 68       |
| 88  | Женско становништво од 12 до 14 година које не похађа школу                                      | 73       |
| 89  | Становништво од 15 до 17 година похађа школу                                                     | 1640     |
| 90  | Мушко становништво од 15 до 17 година похађа школу                                               | 779      |
| 91  | Женско становништво између 15 и 17 година живота у школи                                         | 861      |
| 92  | Становништво од 18 до 24 године похађа школу                                                     | 1390     |
| 93  | Мушко становништво од 18 до 24 године похађа школу                                               | 659      |
| 94  | Женско становништво од 18 до 24 године похађа школу                                              | 731      |
| 95  | Становништво од 8 до 14 година које не може да чита и пише                                       | 386      |
| 96  | Мушко становништво старосног доба од 8 до 14 година које не може да чита и пише                  | 202      |
| 97  | Женско становништво старосног доби од 8 до 14 година које не може да чита и пише                 | 184      |
| 98  | Становништво од 15 година и више које је неписмено                                               | 2154     |
| 99  | Мушко становништво од 15 година и више које је неписмено                                         | 688      |
| 100 | Женско становништво од 15 година и више које је неписмено                                        | 1466     |
| 101 | Становништво старо 15 и више година без школовања                                                | 2093     |
| 102 | Мушко становништво старо 15 и више година без школовања                                          | 672      |
| 103 | Женско становништво старо 15 и више година без школовања                                         | 1421     |
| 104 | Становништво старосног доба 15 и више година са непотпуним основним образовањем                  | 1965     |
| 105 | Мушко становништво старосног доба од 15 година и више са непотпуном основним образовањем         | 904      |
| 106 | Женско становништво старосног доба 15 и више година са непотпуном основним образовањем           | 1061     |
| 107 | Становништво старо 15 и више година са комплетним основним образовањем                           | 2360     |
| 108 | Мушко становништво старо 15 година и више са комплетним основним образовањем                     | 1049     |
| 109 | Женско становништво старо 15 и више година са комплетним основним образовањем                    | 1311     |
| 110 | Становништво старосног доба 15 и више година са непотпуним средњим образовањем                   | 1251     |
| 111 | Мушко становништво старосног доба од 15 година и више са непотпуним средњим образовањем          | 663      |
| 112 | Женско становништво старосног доба од 15 година и више са непотпуним средњим образовањем         | 588      |
| 113 | Становништво старо 15 и више година са пуним секундарном образовањем                             | 3697     |
| 114 | Мушко становништво старосног доба од 15 година и више са пуним секундарном образовањем           | 1714     |
| 115 | Женско становништво старосног доба од 15 година и више са пуним секундарном образовањем          | 1983     |
| 116 | Становништво старије од 18 година са постосновним образовањем                                    | 8384     |
| 117 | Мушко становништво старије од 18 година са постосновним образовањем                              | 3885     |
| 118 | Женско становништво старије од 18 година са постосновним образовањем                             | 4499     |
| 119 | Просечна оцена школовања                                                                         | 9.02     |
| 120 | Просечан ниво образовања мушке популације                                                        | 9.32     |
| 121 | Просечан ниво образовања женског становништва                                                    | 8.77     |
| 122 | Економски активно становништво                                                                   | 12446    |
| 123 | Економски активна мушка популација                                                               | 7308     |
| 124 | Економски активна женска популација                                                              | 5138     |
| 125 | Становништво које није економски активно                                                         | 10116    |
| 126 | Мушко становништво које није економски активно                                                   | 2907     |
| 127 | Женско становништво које није економски активно                                                  | 7209     |
| 128 | Запослено становништво                                                                           | 12225    |
| 129 | Запослено мушко становништво                                                                     | 7140     |
| 130 | Запослено женско становништво                                                                    | 5085     |
| 131 | Незапослена популација                                                                           | 221      |
| 132 | Незапослена мушка популација                                                                     | 168      |
| 133 | Незапослена женска популација                                                                    | 53       |
| 134 | Становништво без права на здравствене услуге                                                     | 14554    |
| 135 | Становништво које има право на здравствене услуге                                                | 16344    |
| 136 | Становништво које има право на ИМСС                                                              | 1488     |
| 137 | Становништво које има право на социјално осигурање                                               | 5613     |
| 138 | Становништво које има право на државно социјално осигурање                                       | 211      |
| 139 | Становништво које има право на опште осигурање или здравствено осигурање за нову генерацију      | 8758     |
| 140 | Становништво које је било једном или није било у браку током 12 година и више                    | 8575     |
| 141 | Венчано или уједињено становништво од 12 година и више                                           | 11888    |
| 142 | Становништво које је било у браку или уједињено 12 година и више                                 | 2211     |
| 143 | Становништво са католичком религијом                                                             | 28932    |
| 144 | Протестанти, еванђелисти и библијски следбеници различити од еванђелиста                         | 1353     |
| 145 | Становништво са другим религијама различитим од претходних                                       | 7        |
| 146 | Становништво без религије                                                                        | 271      |
| 147 | Укупно пописаних домаћинства                                                                     | 7226     |
| 148 | Пописна домаћинства на челу са мушкарцима                                                        | 4866     |
| 149 | Пописна домаћинства на челу са женама                                                            | 2360     |
| 150 | Становништво у пописним домаћинствима                                                            | 30891    |
| 151 | Становништво у пописним домаћинствима на челу са мушкарцима                                      | 22029    |
| 152 | Становништво у пописним домаћинствима на челу са женама                                          | 8862     |
| 153 | Укупно домаћинстава                                                                              | 9064     |
| 154 | Укупно насељених домаћинстава                                                                    | 7286     |
| 155 | Укупно приватних кућа                                                                            | 9004     |
| 156 | Насељени приватни домови                                                                         | 7226     |
| 157 | Укупно насељених приватних кућа                                                                  | 7281     |
| 158 | Ненасељене приватне куће                                                                         | 887      |
| 159 | Појединачна домаћинства за привремену употребу                                                   | 891      |
| 160 | Становници у насељеним приватним кућама                                                          | 30891    |
| 161 | Насељеност станара у приватним становима                                                         | 4.27     |
| 162 | Просечно становника по соби у приватним насељеним домаћинствима                                  | 1.39     |
| 163 | Појединачна домаћинства са подовима од различитих материјала од земље                            | 6279     |
| 164 | Појединачна домаћинства у приземљу                                                               | 909      |
| 165 | Појединачна домаћинства са једном спаваћом собом                                                 | 3533     |
| 166 | Појединачна домаћинства са две спаваће собе и више                                               | 3670     |
| 167 | Појединачна домаћинства са једним собом                                                          | 1633     |
| 168 | Појединачна домаћинства са две собе                                                              | 1524     |
| 169 | Појединачна домаћинства са 3 собе и више                                                         | 4039     |
| 170 | Појединачна домаћинства која имају електрично светло                                             | 7095     |
| 171 | Појединачна домаћинства која немају електрично светло                                            | 105      |
| 172 | Појединачна домаћинства која имају водоводну воду у стамбеном простору                           | 4389     |
| 173 | Појединачна домаћинства која немају водоводну воду у стамбеном простору                          | 2803     |
| 174 | Појединачна домаћинства која имају тоалет                                                        | 7025     |
| 175 | Појединачна домаћинства која имају канализацију                                                  | 6781     |
| 176 | Појединачна домаћинства која немају канализацију                                                 | 412      |
| 177 | Појединачна домаћинства која имају електрично светло, довод воде из јавне мреже и канализацију   | 4347     |
| 178 | Појединачна домаћинства без икаквих услова                                                       | 215      |
| 179 | Појединачна домаћинства која имају радио                                                         | 4798     |
| 180 | Појединачна домаћинства која имају телевизор                                                     | 6607     |
| 181 | Појединачна домаћинства која имају фрижидер                                                      | 5365     |
| 182 | Појединачна домаћинства која имају машину за веш                                                 | 2913     |
| 183 | Појединачна домаћинства која имају аутомобил или комби                                           | 1961     |
| 184 | Појединачна домаћинства која имају рачунар                                                       | 1928     |
| 185 | Појединачна домаћинства која имају фиксну телефонску линију                                      | 2427     |
| 186 | Појединачна домаћинства која имају мобилни телефон                                               | 4699     |
| 187 | Појединачна домаћинства која имају приступ интернету                                             | 1154     |
| 188 | Величина локације                                                                                | 9        |